# 加拿逸县

加拿逸县地图

加拿逸县（英語： 馬來語：）是砂拉越诗巫省下辖的一个县，人口约有2.8万（2010数据），伊班族占多数。

## 历史
据历史记载，加拿逸县历史可追溯至爱玛堡（Fort Emma）修筑于1851年。其堡垒名取自于砂拉越第一位拉者詹姆士·布鲁克妹妹的名字。兴建堡垒目的是为了防范当时在拉让江沿河及上游地区的伊班族和马兰诺族的反抗。起初是建在加拿逸镇上，之后迁移到加拿逸河（Sungai Kanowit）口。现今已是博物馆开放给公众参观。